# FC Winterthur
O FC Winterthur é um clube de futebol com sede em Winterthur, Suíça. A equipe compete na Swiss Challenge League.

## História
O clube foi fundado em 1896. 

## Principais Títulos
- 01 Segunda Divisão Suíça: 
  - Campeão: 2021-22
- 03 Super Ligas Suíça ou Lista de campeões do futebol suíço: 
  - Campeão: 1906,1908 e 1916-17

## Treinadores
- Martin Rueda           (2000–2001)
- Walter Grüter              (2001)
- Urs Schönenberger          (2001–2002)
- Ivan Koritschan            (2002–2003)
- Hans-Joachim Weller        (2003)
- Gianni Dellacasa           (2003–2004)
- Mathias Walther            (2004–2009)
- Boro Kuzmanović            (2009–2014)
- Jürgen Seeberger           (2014–2015)